# Manganesepta hessleri
Manganesepta hessleri is een slakkensoort uit de familie van de Fissurellidae. De wetenschappelijke naam van de soort is voor het eerst geldig gepubliceerd in 1998 door McLean & Geiger.